# 探春花
探春花（学名：Jasminum floridum）为木犀科素馨属的植物，为中国的特有植物。分布于中国大陆的河北、陕西、山东、贵州、湖北、四川、河南等地，生长于海拔2,000米的地区，常生长在山谷、坡地以及林中。

## 别名
迎夏（河南） 鸡蛋黄（山东） 牛虱子（亨利氏中国植物名录）

## 异名
- Jasminum floridum Bunge ssp. giraldii (Diels) Miao
- Jasminum giraldii Diels
- Jasminum humile L. f. kansuense (Kobuski) Miao

## 外部連結
- 荃皮 Quan Pi （页面存档备份，存于） 中藥標本數據庫 (香港浸會大學中醫藥學院) （繁體中文）（英文）